# Ben Lukas Boysen
Ben Lukas Boysen, né en 1981, est un compositeur de musique électronique et orchestrale. Il publie dès 2003 des albums de musique électronique, tout d'abord sous le nom de Hecq. Il compose également des bandes son pour le cinéma.

## Biographie
Ben Lukas Boysen est le troisième enfant d'une famille musicale et artistique. Sa mère, Deirdre Boysen (née Aselford, 1938-2014) est chanteuse d'opéra,. Son père, Claus Boysen (1938-2007), est acteur. L'un de ses frères aînés, Oliver Boysen, entame également une carrière d'acteur.
En 2003, âgé de 22 ans, Ben Lukas Boysen publie son premier album A Dried Youth, sur le label Kaleidoskop. Ses prochains albums sont publiés sur Hymen Records, et évoluent entre les genres electronica, breakcore, dubstep et ambient,.
En 2015, il publie sur Hymen un album ambient créé à partir d'enregistrements du superordinateur MareNostrum.
À partir de 2016, Boysen publie également sur le label Erased Tapes.

### Composition pour le cinéma
Boysen débute dans la composition pour le cinéma dans les années 2010, avec la bande-son du thriller Restive (2011) du réalisateur Jeremiah Jones. Il compose par la suite des bandes-son pour le film Mother Nature de Johan Liedgren (2013), le court-métrage Sleepers' Beat (2014), le film Manifesto de Julian Rosefeldt (2015), le film The Very Private Work of Sister K de Johan Liedgren (2016), la série télévisée allemande Beat (2018), le long métrage L'Affaire Collini (2019). 
Dans les années 2020, Boysen compose la musique de la série britannique de science-fiction The Lazarus Project (2022), et celle du film Falling into Place de Aylin Tezel (2023).

## Discographie

### Albums en tant que Hecq
- A Dried Youth (Kaleidoskop, 2003)
- Scatterheart (Hymen Records, 2004)
- Bad Karma (Hymen Records, 2005)
- 0000 (Hymen Records, 2007)
- Night Falls (Hymen Records, 2008)
- Steeltongued (Hymen Records, 2009)
- Avenger (Hymen Records, 2011)
- Horror Vacui (Hymen Records, 2013)
- Conversions (Ad Noiseam, 2014)
- Mare Nostrum (Hymen Records, 2015)
- Chansons de Geste (Hymen Records, 2017)

### Albums en tant que Ben Lukas Boysen
- Infinite Rounds (Grundruck, 2007)
- Gravity (Ad Noiseam, 2013)
- Spells (Erased Tapes, 2016)
- Mirage (Erased Tapes, 2020)
- Alta Ripa (Erased Tapes, 2024)

### Bandes-son
- Restive (Hymen Records, 2012)
- Mother Nature (2013) – film de Johan Liedgren
- Sleeper's Beat (2014)
- Sundays (2015)
- Everything (avec Sebastian Plano, Erased Tapes, 2017) – bande-son pour le jeu vidéo Everything.
- The Collini Case (Milan Records, 2019) – film de Marco Kreuzpaintner
- Siren Songs – Original Score for an Abandoned Video Game (2021)
- The Lazarus Project (avec Paul Emmerich, Erased Tapes, 2022)